# Hrywda (wieś)
Hrywda (biał. Грыўда; ros. Гривда) – wieś na Białorusi, w obwodzie brzeskim, w rejonie iwacewickim, w sielsowiecie Milejki, nad rzeką tej samej nazwy.
Dawniej wieś i majątek ziemski. Znajdował tu się dwór, który wraz z majątkiem należał do Pałubińskich.
W dwudziestoleciu międzywojennym leżała w Polsce, w województwie poleskim, w powiecie kosowskim/iwacewickim, w gminie Kosów. Po II wojnie światowej w granicach Związku Sowieckiego. Od 1991 w niepodległej Białorusi.